# Harakat Hezbollah al-Nujaba
Pour les articles homonymes, voir HHN.
Le Harakat Hezbollah al-Nujaba ou HHN (arabe : حركة حزب الله النجباء, Le mouvement des nobles du parti de Dieu) est une milice islamiste chiite née en 2013.

## Organisation et effectifs
Le mouvement naît en 2013, ses forces sont formées par le Hezbollah irakien et Asaïb Ahl al-Haq pour être engagée en Syrie. Mais il finit par s'émanciper. Il est proche idéologiquement du Hezbollah libanais et est soutenu militairement par la Force Al-Qods, les forces spéciales des Gardiens de la Révolution islamique. Il compte initialement 1 500 hommes divisés en trois régiments. Par la suite ses effectifs semblent augmenter, en août 2016 le Harakat Hezbollah al-Nujaba annonce le déploiement de 2 000 de ses hommes rien qu'à Alep. Puis 7 septembre 2016, le porte-parole du mouvement, Hachim al-Moussaoui, déclare que 1 000 de plus ont été envoyés à Alep les deux jours précédents.
Le 4 janvier 2024, l'un des principaux dirigeants d'al-Nujaba, Mushtaq Talib al-Saïdi, est tué par une frappe de drone américaine à Bagdad, presque quatre ans jour pour jour après celle ayant tué Qassem Soleimani et Abou Mehdi al-Mouhandis,. 

## Zones d'opérations
Le groupe est déployé en juin 2013 en Syrie, à Alep et Damas. Il est rappelé en Irak en juin 2014 après la chute de Mossoul, il est déployé à Samarra et prend part à la bataille de Baïji, à la bataille de Tikrit et à la bataille d'al-Anbar. Il est redéployé en Syrie vers le début de 2015 et participe aux offensives loyalistes dans les gouvernorats d'Alep, Idleb et Lattaquié et notamment celle qui brise le siège de Nobl et Zahraa en février 2016. En 2016, il prend une part active à la bataille d'Alep, et participe également à la bataille de Mossoul.

## Exactions
Selon l'ONU, les miliciens du Harakat Hezbollah al-Nujaba sont impliqués dans le massacre d'au moins 82 civils, dont 11 femmes et 13 enfants, dans la nuit du 12 au 13 décembre 2016, lors de la bataille d'Alep,.

## Réactions internationales
Le 7 décembre 2017, après l'annonce faite par le président des États-Unis Donald Trump de reconnaître Jérusalem comme capitale d'Israël, Akram al-Kaabi, le chef du Harakat Hezbollah al-Nujaba, menace d'attaquer les troupes américaines présentes en Irak.